# Nihat
Nihat ist ein türkischer, aserbaidschanischer, bosnischer und albanischer männlicher Vorname persischer Herkunft mit der Bedeutung „Temperament“, „Charakter“.

## Namensträger
- Nihat Akbay (1945–2020), türkischer Fußballspieler
- Nihat Altınkaya (* 1979), türkischer Schauspieler und Model
- Nihat Behram (* 1946), kurdisch-türkischer Journalist und Schriftsteller
- Nihat Bekdik (1902–1972), türkischer Fußballspieler
- Nihat Ergün (* 1962), türkischer Politiker
- Nihat Erim (1912–1980), türkischer Ministerpräsident
- Nihat Ertuğ (1915–?), türkischer Basketballspieler
- Nihat Kahveci (* 1979), türkischer Fußballspieler
- Nihat Özdal (* 1984), türkischer Pädagoge und Lyriker
- Nihat Şahin (* 1989), türkischer Fußballspieler
- Nihat Tosun (* 1959), türkischer Gesundheitspolitiker
- Nihat Yusufoğlu (1974–1990), kurdisches Opfer einer rechtsextremen Gewalttat in Deutschland
- Nihat Zeybekci (* 1961), türkischer Unternehmer und Politiker